# Биологически факултет (Софийски университет)
Биологическият факултет e един от най-старите и големи факултети на Софийския университет.
Мисията и целите на БФ са да изучава, изследва, развива и препредава човешкия опит във фундаменталните и приложните аспекти на биологичната наука чрез висока научна и практическа квалификация на всички свои преподаватели, а също така да действа като институция от национално значение, даваща образците на научно-преподавателска дейност и формираща ядрото на българската интелигенция.
Основната образователна цел на БФ е да осигури подготовка на висококвалифицирани специалисти в областта на биологическите науки, биотехнологиите, учители по биология и химия, география и химия, на основата и в съответствие с постиженията на науката и практиката.

## История
Биологическите науки са включени в обучението и изследователските програми на Софийския университет „Св. Климент Охридски“ с разкриването на Катедрата по ботаника през 1891 г. и по зоология през 1893 г. През 1904 г. съществуват вече четири катедри: по обща ботаника, специална ботаника, анатомия и систематика на безгръбначните животни и сравнителна анатомия на животните. Те са в състава на Физико-математическия факултет, в специалност Естествена история. През 1944 г. тази специалност се разделя на две – Биология и Геология. През 1951 г., заедно със специалност География, се образува Биолого-геолого-географският факултет.
Самостоятелен Биологически факултет е създаден през 1963 г. В него има три специалности: Биология със специализации Ботаника, Зоология, Хидробиология и ихтиология; Биохимия и микробиология със специализации Биохимия и физиология на животните и човека, Биохимия и физиология на растенията и Обща и промишлена микробиология, както и специалност Биология – педагогически профил.
Непрекъснатото развитие на структурата на Биологическия факултет обуславя разкриването на нови катедри – Физиология на животните и човека, Биохимия, Микробиология, Генетика, Цитология, Биофизика и др., привличане на голям брой наши изтъкнати специалисти като преподаватели, увеличаване броя на обучаваните студенти.
Днес Биологическият факултет е не само един от най-старите, но и един от най-големите факултети на СУ. Тук се обучават над 1900 студенти. Обучението включва над 200 различни дисциплини. Интензивното развитие на Биологическия факултет се дължи на бурния подем на биологичната наука в света.
Всяка година се приемат около 400 нови студенти, които се обучават по усъвършенствани програми за тристепенно обучение по биология. Неговите преподаватели са изтъкнати учени, специалисти във фундаментални и приложни области на биологичната наука: молекулярна биология, клетъчна биология, биотехнология, екология и опазване на околната среда, биологични ресурси и др. Всичко това е гаранция за високото съвременно ниво на обучението по биология в Биологическия факултет на Софийския университет „Св. Климент Охридски“.

## Сградата на Агрономо-лесовъдния факултет
Агрономо-лесовъдният факултет (създаден като Агрономически през 1921 г. и трансформиран в Агрономо-лесовъден през 1925 г.) първоначално се помещава в Духовната семинария в кв. Лозенец. От 1928 г. факултетът се разполага в новопостроената сграда на ул. „Княз Симеон Търновски“ (дн. „Драган Цанков“) № 4 (сега в нея е Биологическият факултет).
В края на 20-те години на ХХ век зданието силно се откроява по монументалност и стил. Дело е на арх. Георги Овчаров, който изоставя хоросана като външна мазилка и използва фугирани тухли. Архитектурният стил сполучливо имитира елементите на средновековните манастири и кули. Просторните аудитории и кабинети, богатата библиотека, добре комплектуваните музейни сбирки създават отлични условия за работа на преподаватели и студенти. В изграждането на сградата взема участие не само държавата, но и Рокфелеровата фондация, отпуснала 16 млн. лв. до 1928 г. за довършване на главното здание и за обзавеждане на фитопаталогичната лаборатория. Към Агрономо-лесовъдния факултет се числят Централният земеделски институт и Централният метеорологичен институт, разположени в четириетажна сграда в близост до новото здание на факултета (сега сградата се използва от Софийския районен съд и прокуратура). В съседство е и стъклено-желязната конструкция на Вегетационната къща при Института по общо земеделие към факултета. По този начин се обособява цялостен комплекс от агрономически институти в този район на София. През 1998 година сградата е обявена за паметник на културата с национално значение.
- Агрономо-лесовъдния факултет задна фасада
- Агрономо-лесовъдния факултет предна фасада
- Агрономо-лесовъдния факултет вътрешни пространства
- Агрономо-лесовъдния факултет аудитория
- Агрономо-лесовъдния факултет лаборатория
- Вторият випуск лесовъди пред Агрономо-лесовъдния факултет, юни 1930 г.

## Паметник на агрономите
На бул. „Драган Цанков“, сред тревата пред красивата сграда на Биологическия факултет на Софийския университет, се намира Паметникът на агрономите. Представлява голяма морена с метална петолъчка и гравирани имена на агрономи-комунисти загинали през 1923 година /работнически бунтове и 1942 – 1944 година в акции на партизанското движение/, бранейки идеите на комунизма. Монументът е оформен живописно с по-дребни камъни пръснати наоколо и ниска растителност, а отпечатъка на годините върху централния монолит също допринася за постигането на едно естествено, но внушително присъствие, сякаш той сам се е издигнал от земята, а не е поставен от човешка ръка. Все още стои част от изписания с метални букви надпис: „В памет на агрономите паднали в борбата против…“, последната дума вероятно отдавна е била претопена, но камъка пази нейния отпечатък – „фашизма“. Доколко този паметник отразява историческата истина и доколко тя е изопачена с пропагандна цел, всеки може да прецени сам за себе си. Има нещо, което обаче без съмнение, е факт: тези млади хора /всички са под 30 години, с изключение на двама/ са изгубили живота си, защото са отстоявали своите убеждения и вероятно са го направили с чисто сърце, с искрената вяра, че защитават нещо правдиво. Независимо, че изминалото време доказа тяхната заблуда и идеите им донесоха преди всичко упадък, ако се опитаме да се поставим на тяхно място в онези времена, можем да си представим, че те са мечтали за съвсем различно бъдеще. Тяхната ранна смърт ги освобождава от отговорност за това, което се случва по-късно. Затова, нека си припомним, кои са били те: Трифон Минчев Саралиев, Петър Иванов Богданов, Кирил Сп. Дюлгеров, Васил Бочев Ватев, Димитър Стоянов Караиванов, Цанко Маринов Панов, Костадин Димитров Старев, Иван Вълчев Кунчев, Никола Чиков Монов, Лазар Митов Лалов, Боян Тодоров Божилов

## Катедри и самостоятелни звена
- Биохимия
- Биофизика и радиобиология
- Биотехнология
- Ботаника
- Генетика
- Екология и опазване на природната среда
- Зоология и антропология
- Обща и промишлена микробиология
- Физиология на животните и човека
- Физиология на растенията
- Цитология, хистология и ембриология
- Обща и приложна хидробиология
- Методика на обучението по биология

- Лаборатория Вирусология
- УЕБ Драгалевци

## Хербариум
Хербаиум SO съхранява образци от българската и чуждестранна флора. Най-старите хербарни материали са от 1845 г. В SO се съхраняват 108 000 хербарни листа. Колекциите от голосеменни и покритосеменни са подредени, следвайки Dalla Torre et Harms (1900 – 1907).
Сбирки:
- Типова сбирка: 139 образци (1 от Албания, 1 от Турция, 9 от Република Македония, 24 от Куба, 34 от България, 70 от Гърция)
- Изчезнали от флората на България: 7 таксона (15 хербарни листа)
- Куба: 6447 хербарни листа (2094 таксона, 24 типови материала, 9 кутии с дубликати и депо).
- Азия: 1400 хербарни листа (714 таксона от Виетнам, Китай, Корея и Монголия)

## Съвместен геномен център
В сградата на БФ се помещава Съвместният геномен център, създаден през 2007 г. като дружество между Софийския университет „Св. Климент Охридски“ и Селскостопанската академия. През 2007 г. и 2008 г. три министерства – Министерството на земеделието и храните, Министерството на образованието и науката и Министерството на финансите отпуснаха общо 4.1 млн. лева за развитието на инфраструктурата на СГЦ като взеха предвид научните постижения, потенциалното партньорство на бизнеса и разработването на продукти с голяма добавена стойност, които представляват интелектуална собственост.
От февруари 2010 г. Съвместният геномен център принадлежи изцяло на Софийския университет „Св. Климент Охридски“.
СГЦ се стреми да допринесе за успешното запълване на иновационната празнина в България не само като внедрява съвременни изследователски теми и нови продукти с голяма добавена стойност, но също така като предлага различни форми на обучение на силно мотивирани магистри и докторанти в интердисциплинарни области като геномика, метаболомика и биоинформатика. СГЦ работи в тясно сътрудничество с университетите в България и света като предлага курсове и програми, които имат за цел да запознаят младите хора със съвременните изследователски теми и технологии. СГЦ затваря кръга между образованието, научните изследвания, иновациите и производството.

## Специалности
Биологическият факултет предлага редовно и задочно обучение в двете образователно квалификационни степени „Бакалавър“ и „Магистър“
| Бакалавърски програми | Магистърски програми | Следдипломна квалификация |

## Рейтинг
Биологическият факултет е на първо място в рейтинговата система на висшите училища в България, на Министерство на образованието и науката в направление биологически науки и биотехнологии.
- Биологически науки
- Биотехнологии

## Учебни практики
- Университетски ботанически градини в София, Варна и Балчик

Ботаническите градини разполагат с богати растителни колекции с ендемити и екзоти, със специфични условия за развитие на научна дейност в области като ботаника, биология, екология, ландшафтна архитектура и др.
Ежегодните студентски практики са пример не само за сътрудничество между звена и факултети в рамките на СУ, но и за реално ползване на потенциала на градините.
- Университетска ботаническа градина Балчик

## Спорт
Спортен салон 1, Биологически факултет
- волейбол
- лека атлетика и джогинг
- съвременни танци

Спортен салон 2, Биологически факултет
- народни танци
- подвижни игри Архив на оригинала от 2013-09-25 в Wayback Machine.

## Декани
- проф. Георги Гущеров (1963 – 64)
- проф. Борис Китанов (1964 – 67)
- проф. Тодор Николов (1967 – 72)
- проф. Ленко Калчев (1972 – 74)
- проф. Ботьо Ботев (1974 – 76)
- проф. Георги Константинов (1976 – 79)
- проф. Димитър Ташев (1979 – 84)
- доц. Марин Симеоновски (1984 – 88)
- доц. Райчо Димков (1988 – 91)
- доц. Кирил Ралчев (1991 – 99)
- проф. Райчо Димков (1999 – 04)
- проф. д-р Мария Шишиньова (2004 – 08)
- доц. д-р Божидар Галуцов (2008 – 2012)
- проф. д-р Мариела Оджакова (2012 – 2016)
- проф. д-р Стоян Шишков (2016 - 2024)
- доц. дн Любен Загорчев (2024 - сега)

## Именити преподаватели
Значителен е приносът на проф. Ст. Петков, проф. Н. Арнаудов, акад. Н. Стоянов, акад. Д. Йорданов – създатели и ръководители на катедрата по Ботаника; на проф. Г. Паскалев и проф. Г. Козарев – създатели на катедрата по Зоология на гръбначните и безгръбначните животни; на проф. А. Вълканов – основател на катедрата по Хидробиология и рибарство; на проф. Л. Калчев – първи ръководител на катедрата по Физиология на животните и човека; на проф. Т. Николов – първи ръководител на катедрата по Биохимия; на проф. Г. Гущеров – катедрата по Микробиология, проф. С. Стефанов – на катедрата по Цитология, ембриология и хистология и др.